# 모델 아담
《모델 아담》은 1986년 8월 31일에 MBC TV에서 방영되었던 베스트셀러극장이다.

## 줄거리
김민호(김동현)는 콜택시 운전기사로 사랑하는 아내와 행복한 가정을 꾸려 왔다. 그러나 아내가 죽은 후 그 충격으로 불면증에 시달리게 된다. 민호는 정신과 의사를 찾아가 자신이 처한 상황을 솔직히 말하고 도움을 요청한다. 의사는 민호에게 죽은 아내를 잊고 새로운 여성을 만나볼 것을 권한다. 그 후 어느 날 민호의 콜택시에 이브(최명길)이라는 여성이 손님으로 탑승하고, 이를 계기로 민호는 이브와 교제를 시작하게 되는데...

## 출연
- 최명길
- 김동현
- 김성일
- 이상숙
- 정한헌
- 한규희
- 윤석오
- 문시경
- 김경진
- 오현섭
- 구보석
- 전신희
- 견미리
- 강성환
- 서평석